# Phare de Punta Martiño
Le phare de Punta Martiño est un phare situé sur l'île de Los Lobos rattachée à la commune de La Oliva au nord de l'île de Fuerteventura, dans les Îles Canaries (Espagne). Le phare est situé sur une colline à l'extrémité nord-est de l'île, et avec les autres feux du phare de Punta Pechiguera, au sud de l'île de Lanzarote, et du phare de Tostón au nord d'El Cotillo, marque le détroit de La Bocayna (en) qui sépare Lanzarote de Fuerteventura.
Il est géré par l'autorité portuaire de Las Palmas de Gran Canaria.

## Histoire
Le phare a été mis en service en 1865, ce qui en fait l'un des plus anciens des îles Canaries. Construit dans un style similaire à d'autres phares canariens du XIXe siècle, il se compose d'une maison de plain-pied peinte en blanc, avec de la roche volcanique sombre utilisée dans la maçonnerie. La tour ronde en pierre de six mètres de haut, avec galerie et lanterne, est attenante à un côté de la maison des gardiens.
La lumière de 6e ordre était, à l'origine, alimentée par de l'huile d'olive, et émettait une lumière rouge continue qui avait une portée de 9 milles marins (16,5 km). En 1883, la lampe alimentée à l'huile a été remplacée par une autre alimentée à l'huile de paraffine, puis, en 1923, elle a été remplacée par une lampe à acétylène, qui donnait une gamme plus longue avec deux flashs toutes les cinq secondes. Une vanne solaire automatique a également été ajoutée, pour éviter au gardien d'avoir à allumer et à éteindre la lampe, chaque jour au crépuscule et à l'aube. Un système de panneaux solaires et des batteries fournissent maintenant la puissance nécessaire pour une lampe halogène de 150 watts, qui a une portée de 14 milles marins (26 km). Lorsque le phare a été automatisé dans les années 1960, le gardien et sa famille ont été les derniers à quitter l'île, qui n'a plus depuis lors de résidents permanents.
La zone autour du phare peut être atteinte en suivant le sentier balisé de 3,5 km de l'embarcadère du ferry. L'île est une réserve naturelle
Identifiant : ARLHS : CAI005 ; ES-12140 - Amirauté : D2786 - NGA : 24044.
|           |
| Los Lobos |

|          |
| Le phare |

### Lien connexe
- Liste des phares des îles Canaries